# Deutscher Preß- und Vaterlandsverein
Der Deutsche Vaterlandsverein zur Unterstützung der Freien Presse, kurz Deutscher Preß- und Vaterlandsverein (PVV), war ein während der Restaurationszeit sowie zu Beginn des Vormärz im Jahr 1832 gegründeter Verein deutscher Publizisten, Intellektueller und Politiker. Ziel des Vereins war die Unterstützung der freien Presse durch die Erlangung der Pressefreiheit sowie die Vereinigung aller Staaten des deutschen Sprachraums. Die Mitglieder strebten mit dem Verein „die Wiedergeburt Deutschlands in einem freiheitlichen Europa“ an. Von zeitgeschichtlichen Historikern wird der Deutsche Preß- und Vaterlandsverein in der deutschen Demokratiegeschichte als eine Vorform einer politischen Partei gesehen.

## Geschichte

Karte Europas nach dem Wiener Kongress:
Russland
Frankreich
Vereinigtes Königreich
Preußen
Österreich und habsburgischer Besitz

1793 annektierte Frankreich die linksrheinischen Gebiete. Nach der Niederlage Napoleon Bonapartes wurde über die politische Neuordnung Europas auf dem Wiener Kongress entschieden. Im Vertrag von München 1816 trat das Kaisertum Österreich den Rheinkreis an das Königreich Bayern ab. Dieser Teil der linksrheinischen Region war während des Wiener Kongresses Österreich zugeschlagen worden. Die während der napoleonischen Ära im Rheinbund eingeführten Verfassungsrechte konnte die neue Obrigkeit Bayerns nicht vollständig aufheben. Das durch den code civil geprägte Recht blieb in Teilen erhalten. Die in „Altbayern“ gültigen Bestimmungen waren in der Pfalz wegen der Gültigkeit französischer Bestimmungen nicht ohne Weiteres durchzusetzen. Nach Rechtsauffassung der bayrischen Obrigkeit waren allerdings Rechtsvorschriften aus napoleonischer Zeit im „Rheinkreis“ gültig. Liberale Oppositionelle bezweifelten die Gültigkeit, da diese entgegen der französischen Gesetzgebung der Revolutionszeit ohne Mitwirken und Befürworten durch Volksvertreter zustande gekommen waren.
Unter dem Eindruck der Julirevolution von 1830 in Frankreich als auch des Novemberaufstands in Kongresspolen kam es in Europa zum Aufbegehren der Bevölkerung. Zu Beginn des Vormärz begeisterte sich auch das Volk in den deutschen Staaten des Deutschen Bundes. Ein Teil des Volks fühlte sich dem Liberalismus verbunden. Oppositionelle Schriftsteller, Publizisten und Drucker drängte es nach einer Reform; einige befürworteten auch die Revolution. Die freiheitlichen Bestrebungen unterbanden die regierenden Fürsten mit unterdrückenden Maßnahmen. Die sogenannten „revolutionären Umtriebe“ der „Ultraliberalen“ sahen die Monarchen als gefährlich an und gingen mit Zensur und Überwachung dagegen vor.
Nachdem der bayrische Reichsrat unter von Wrede den fünften bayrischen Landtag auflöste, dessen Sitzungsperiode vom 20. Februar bis zum 29. Dezember 1831 reichte, zog es die Oppositionellen „wie ein Gravitationszentrum“ in die Region nahe dem Rhein. Der 6. Landtag folgte erst drei Jahre später 1834. Der suspendierte 'königlich-bairische Land-Commissär' Philipp Jakob Siebenpfeiffer, der den Westboten herausgab, wechselte 1831 von Homburg nach Zweibrücken. Mit Jahreswechsel 1831/32 zog Johann Georg August Wirth, Herausgeber der Zeitung Deutsche Tribüne, wegen repressiver Maßnahmen von München nach Homburg. Auch Friedrich Philipp Deil (1804–1853) unterstützte mit seinem Pirmasenser Wochenblatt die Bewegung. Weitere Oppositionelle der Pfalz (Bayern) wie der in Zweibrücken lebende bayrische Landtagsabgeordnete Friedrich Schüler waren der Bewegung vorab verbunden.

## Gründung

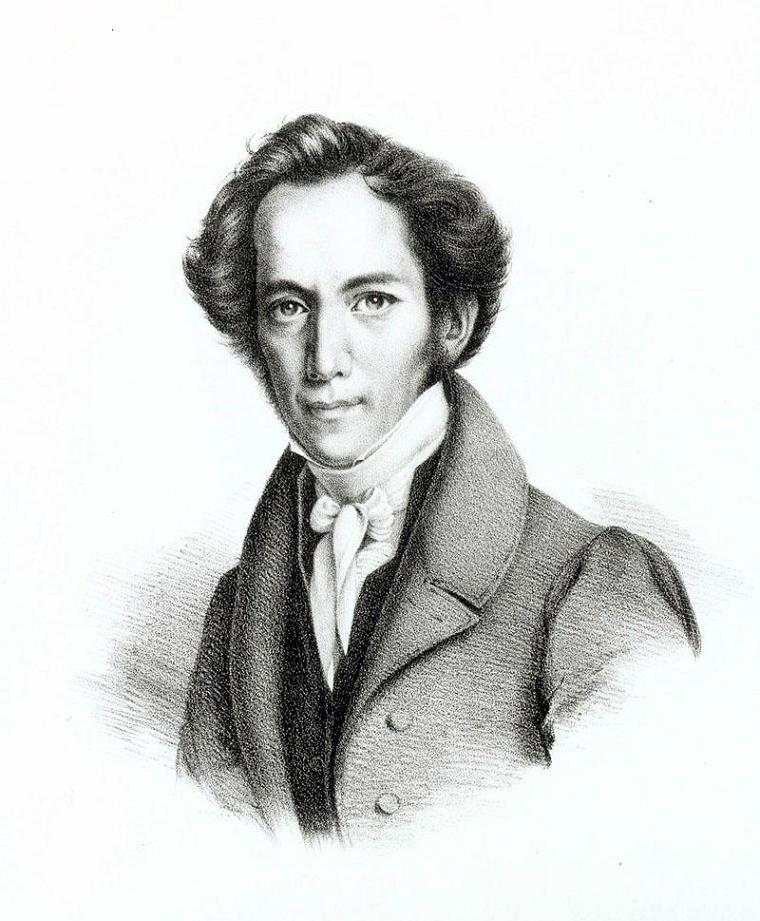
Friedrich Schüler, Rechtsanwalt

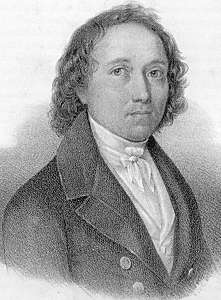
Johann Georg August Wirth, Publizist

### Auslöser „Erstes Schülerfest“
Johann Georg August Wirth wie auch dessen Freundeskreis wollten die Pressefreiheit verwirklicht sehen. Ende 1831 regte Wirth einen Presseverein an. In diesem Zusammenhang steht das „Erste Schülerfest“ zu Ehren des bayrischen Zweiten Kammerabgeordneten Friedrich Schüler. Die beim Festessen zusammenkommenden Oppositionellen sahen sich selbst als Patrioten. Ihre Forderung war, dass sich jegliche Legitimation aus Volkssouveränität ableiten müsse. Schüler machte sich auf seiner Rede die Oppositionsvorstellung zu eigen, die besagte, dass die freie Presse das wichtigste Instrument wäre, um eine durchgreifende politische Reform zu erreichen – mit oder ohne Fürsten, sei dahingestellt. Schülers Rede gab damit den Anstoß zur Gründung des Deutschen Preß- und Vaterlandsvereins.
In der Weiterführung der Idee gründeten die Anwesenden den Deutschen Vaterlandsverein zur Unterstützung der Freien Presse. Den vorläufigen Vorsitz nahmen am 21. Februar die beiden Advokaten Joseph Savoye und Ferdinand Geib zusammen mit Friedrich Schüler ein. Nach dem deutschen Historiker Eike Wolgast plante Wirth im Gefolge des Festessens die Grundzüge des Deutschen Press- und Vaterlandsvereins. Ihm schwebte dabei ein Unterstützungs- und Koordinationsorgan für die freie Presse vor. Er formulierte außen- und innenpolitische Ziele, die teilweise für den politischen Gehalt des Hambacher Festes richtungsweisend wurden. Nach der Meinung der Medienwissenschaftlerin Edda Ziegler sollten an der Formulierung des Aufrufs auch die Zweibrücker Anwälte Friedrich Schüler und Joseph Savoye mitbeteiligt sein. Der Aufruf zur ideellen als auch materiellen Anteilnahme am Verein beschrieb der Artikel Deutschlands Pflichten, der als „Leitartikel“ in der Ausgabe Nummer 29 vom 3. Februar 1832 in der Zeitung Deutsche Tribüne erschien.

### „Deutschlands Pflichten“
Die bereits auf dem „Schülerfest“ besprochenen, von den Mitgliedern zu übernehmenden Verbindlichkeiten für den Deutschen Preß- und Vaterlandsvereins waren:
1. nach Maßgabe ihres Einkommens und Vermögens einen regelmäßigen monatlichen Geldbeitrag zu leisten;
2. zur Verbreitung der Journale des Vereins mit aller Kraft mitzuwirken;
3. so weit es in ihrem Vermögen liege, beizutragen, dass öffentliche Anzeigen und Bekanntmachungen von Privaten und Behörden in den Journalen des Vereins eingerückt werden;
4. diese Journale, so weit es Zeit und Fähigkeit erlauben, durch Aufsätze und Korrespondenz-Artikel unterstützen und
5. zur Expedition der Blätter des Volks durch Expressboten mit aller Kraft mitzuwirken.

Eike Wolgast und der deutsche Historiker Otto Dann stellen fest, dass Wirth eine europäische Staatengesellschaft vorschwebte, die die Heilige Allianz ablösen sollte. Ein „treues Bündnis des französischen, deutschen und polnischen Volkes“ bildete das Grundgerüst der Überlegung; zur Zurückdrängung des Einflusses des Russischen Kaiserreichs sollte diesem ein „demokratisches Polen“ entgegenstehen. Das Übergewicht der deutschen Großstaaten Österreich und Preußen würde beendet durch die Schaffung eines Reiches mit „demokratischer Verfassung“. Die Historikerin Julia A. Schmidt-Funke geht mit dem Bezug auf das Hambacher Fest weiter und meint, in der von Wirth gehaltenen Rede das Verständnis zu sehen: dass die „vereinigten Freistaaten Deutschlands“ tatsächlich Bedingung für das „conförderierte republikanische Europa“ seien.
Der Verein habe die Aufgabe, an der „Wiedererweckung der deutschen Nation auf dem Wege der öffentlichen Meinungsbildung“ mitzuwirken. Die freie Presse diene hierin der „Wiedervereinigung im Geiste“. Der Artikel ruft zur ideellen als auch materiellen Unterstützung auf. Im Dienst der Sache meinte Wirth, dass „die Unternehmer der deutschen Tribüne […] das Eigentum dieses Blattes dem Verein zur Unterstützung der freien Presse“ abtreten. Sogar auf Einkommen wollte man verzichten bis auf jenes, das für die „Lebens-Nothdurft“ nötig sei.

#### Bedeutung des Artikels „Deutschlands Pflichten“
Am 16. Februar 1832 teilte die Deutsche Tribüne mit, dass der Artikel zur Beschlagnahmung führe, aber dieser schon 12.000-mal verteilt sei und in gleicher Stückzahl nochmals herausgegeben würde. Die Ausgaben mit dem Artikel sollten zudem unter Kuvert verschickt werden, um behördlichen Zugriff zu umgehen. Das Flugblatt Deutschlands Pflichten erzeugte seinerzeit mit einer damals, gemessen an Vergleichserzeugnissen, hohen Auflage von angeblich 50.000 Stück einen großen Widerhall in der Bevölkerung. Der Artikel wurde von anderen liberalen Zeitungen übernommen. Im Nachgang beschlagnahmten die Behörden teilweise diese Ausgabe der Deutschen Tribüne, das Flugblatt und Journale, die den Artikel abdruckten. Joachim Lelewel dankte Wirth für den Artikel in einem Brief, da dieser im Zuge der Polenbegeisterung wirkte.
Zurzeit wird der Text für Übungen zur Interpretation historischer Textquellen an Schulen verwendet.

#### Bindung zwischen Deutscher Tribüne und Verein
Die Deutsche Tribüne veröffentlichte Subskriptionslisten, Vereinsnachrichten, Leserbriefe und Mitgliederverzeichnisse. Da die Zeitung den Werdegang des Vereins begleitete, wird sie als Vereins- und im weiteren Sinne als Parteizeitung betrachtet.

## Der Verein
Dem Artikel Deutschlands Pflichten könnte nach Hüls und Schmidts Meinung in groben Zügen die Funktion einer Satzung für den Verein zugesprochen werde. Ziel des Vereins war, die Unabhängigkeit von Schriftstellern und Journalisten zu gewährleisten. Hierfür strebte der Verein die Pressefreiheit an und unterstützte jene, die sich demselben Ziel verpflichtet fühlten. Darüber hinaus wollte der Verein die Vereinigung aller Staaten des deutschen Sprachraums erreichen. Die Mitglieder strebten mit dem Verein „die Wiedergeburt Deutschlands in einem freiheitlichen Europa“ an.
Die Tätigkeiten des Vereins bestanden in der Hauptsache im Sammeln von Geld, der Organisation von Zusammenkünften, dem Verschicken von Protestnoten und der Unterstützung von Schriftstellern als auch Zeitschriften. Der Verein zahlte Gelder an oppositionelle Schriftsteller, die sich in ihren Werken gegen das herrschende Regime wendeten.

### Verbot des Vereins
Der Verein hätte seit dem 1. März 1832 wegen eines allgemeinen Vereinsverbots eigentlich nicht mehr bestehen dürfen. Schüler, Geib und Savoye legten vergeblich gegen das Verbot Rechtsmittel ein. Gegen die Aufforderung der Regierung, in diesem Zusammenhang eine Erklärung über die Nichtzugehörigkeit zu „geheimen Verbindungen“ zu unterschreiben, wie dies von Staatsdienern verlangt wurde, verwahrte sich Schüler in einem Artikel in der Deutschen Tribüne. Auch die Deutsche Tribüne und der Westbote wurden zu Beginn des März auf Bundesbeschluss hin verboten; Wirth sowie Siebenpfeiffer erhielten fünfjähriges Berufsverbot. Als Ersatz für die  Deutsche Tribüne wurden Flugblätter gedruckt.

### Rechtfertigung des Vereins über Umwege
Entgegen dem Verbote auf Landes- und Bundesebene erschien am 13. März 1832 wieder eine vom Zweibrücker Drucker Georg Ritter (1795–1854) hergestellte Ausgabe der Deutschen Tribüne. Die bayrische Regierung ließ daraufhin Wirth festnehmen. Am 14. April 1832 sprachen die Richter am Appellationsgericht (Berufungsgericht) in Zweibrücken Wirth im Zusammenhang mit den Vorwürfen Anfang März frei. Sie legten die bayrischen Zensurparagraphen so aus, dass keine strafbaren Handlungen Wirths erkennbar seien und das Gericht betonte die Freiheit der Presse. Schon ab dem 16. April verbreitete die Presse angeblich sechzigtausend Flugblätter und verkündete den Freispruch. Infolgedessen erfuhr auch der Deutsche Preß- und Vaterlandsverein großen Zuspruch, der so über diesen Umweg gerechtfertigt schien.

### Einladung zum „Nationalfest der Deutschen zu Hambach“

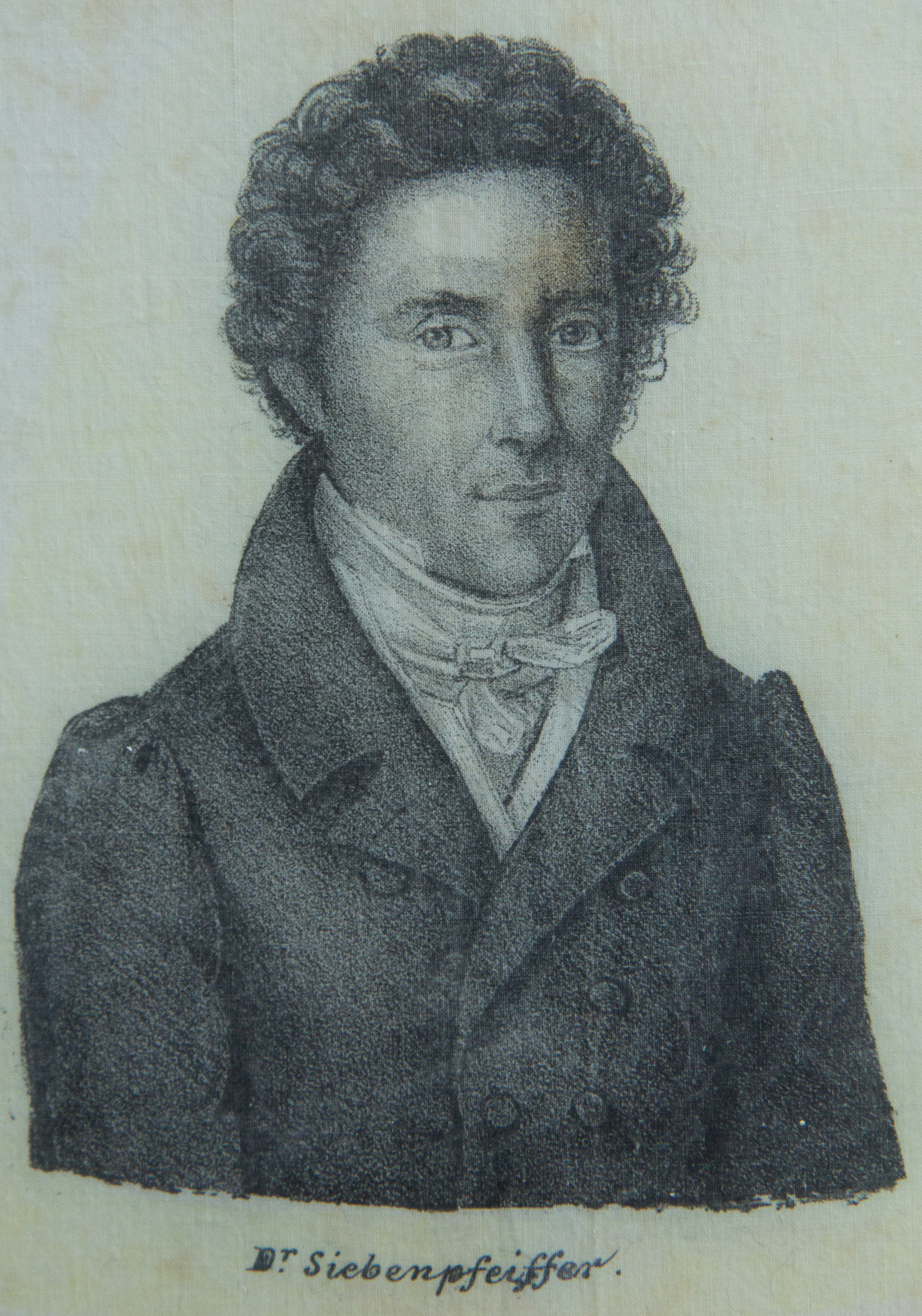
Philipp Jakob Siebenpfeiffer, Publizist

Im April veröffentlichten Wirth und Siebenpfeiffer ihre Einladung zum „Nationalfest der Deutschen zu Hambach“ (Hambacher Fest) für den 27. Mai 1832 auf dem Hambacher Schlossberg, dessen Konzept Siebenpfeiffer schon im Januar auf dem Ersten Schülerfest vorgestellt hatte. Dabei sollte es sich zum Anschein um ein Volksfest handeln. Dem Festaufruf folgten zwischen 20.000 und 30.000 Menschen: Männer und Frauen – Ausländer: Franzosen, Polen und Engländer – Bürger: Bauern (insbesondere Winzer), Handwerker, Abgeordnete und Studenten. Sie alle zogen singend mit wehenden Fahnen hinauf zur Schlossruine. Dort angekommen wurden Reden gehalten und ein Festessen veranstaltet, womit das bestehende Versammlungsverbot umgangen wurde.

### Struktur
Der Verein breitete sich rasch aus, zunächst in den Südwesten und Süden Deutschlands, dann nach Mitteldeutschland. Seine Aktivitäten wurden durch Flugschriften unterstützt. Harte Auseinandersetzungen mit den Zensurbehörden waren die Folge. Doch schon binnen kürzester Zeit hatte der Verein über 5.000 Mitglieder in 116 Ortsgruppen (Komitees). Sogar in Paris entstand auf Initiative des Zweibrücker Zentralkomitees ein Komitee des Vereins. Joseph Savoye reiste zu diesem Zweck Mitte Februar nach Paris und sicherte die Mitarbeit von deutschen Autoren wie Heinrich Heine und Ludwig Börne, die bereits wegen politischer Verfolgung im französischen Exil lebten. Zu den Führern der Pariser Filiale des Vereins wurden der Kaufmann Hermann Wolfrum (* 1812) und der Journalist Joseph Heinrich Garnier (* 1800), den Savoye noch aus der Studienzeit kannte. Der dortige Verein wurde später zum Deutschen Volksverein, bevor er sich in den Bund der Geächteten und den Bund der Gerechten aufspaltete.

### Vereinsmitglieder
Dies ist nur eine kleine Auswahl der prominentesten Mitglieder aus der Pfalz (Bayern). Insgesamt hatte der Verein zu seiner Hochzeit etwa 5000 Mitglieder.
Nicht abschließende Liste in alphabetischer Reihenfolge:
- Barth, Carl Theodor (1805–1837), Jurist
- Baumann, Melchior Philipp Karl (1794–1870), Kaufmann in Pirmasens
- Becker, Johann Philipp (1809–1886), Bürstenmacher in Frankenthal
- Brogino, Jakob Anton (1776–1854), Abgeordneter, Kaufmann in Kirchheimbolanden
- Bunsen, Gustav (1804–1836), Chirurg, Anführer des „Frankfurter Wachensturms“
- Crusius, Johann (1807–1866), Kaufmann in Kaiserslautern
- Deil, Friedrich Philipp (1804–1853), Publizist, Herausgeber der „Pirmasenser Zeitung“
- Denis, Paul Camille (1795–1872), Ingenieur und Eisenbahn-Pionier aus Zweibrücken
- Eifler, Georg (1808–1874), Sekretär des Vereins, Zweibrücken
- Fahr, Ernst (1777–1849), Lederhändler in Pirmasens
- Fitz, Johannes (1796–1868), Kaufmann in Bad Dürkheim
- Geib, Ferdinand (1804–1834), Jurist am Appellationsgericht Zweibrücken
- Gelbert, Daniel (1801–1871), Jurist in Kaiserslautern
- Hepp, Philipp (1797–1867), Arzt in Neustadt/Weinstr.
- Hoffmann, Karl Georg (1796–1865), Jurist, später (1848–1849) badischer Finanzminister
- Friedrich Hermann Moré (1812–1880), Jurastudent aus Grünstadt, Teilnehmer am Frankfurter Wachensturm, später Bahnbeamter
- Rost, Jakob Friedrich (1807–1839), Publizist, Herausgeber der „Zweibrücker Allgemeinen Zeitung“
- Savoye, Joseph (1802–1869), Jurist (Zweibrücken), später in Paris, Belgien und London
- Schüler, Friedrich (1791–1873), Abgeordneter, Rechtsanwalt am Appellationsgericht Zweibrücken
- Siebenpfeiffer, Jakob (1789–1845), Landcommisär (Homburg), Publizist, Herausgeber der Tageszeitung „Der Bote aus Westen“
- Wirth, Georg August (1798–1848), Publizist, Herausgeber der „Deutsche Tribüne“

## Bedeutung
Der deutsche Historiker Hans-Ulrich Wehler wie auch der deutsche Rechtswissenschaftler Michael Kotulla und weitere zeitgeschichtliche Historiker, die die Neuere Geschichte untersuchen, sehen in Bezug auf die deutsche Demokratiegeschichte den Verein „als eine relativ weit entwickelte Vorform einer modernen politischen Partei“. Für den deutschen Historiker Christian Jansen ist der Preß- und Vaterlandsverein die wohl erste politische „Massenorganisation in Deutschland“.

## Gedenken
Zur Erinnerung an das damalige Festbankett zur Gründung des „Preßvereins“ am 29. Januar 1832 veranstaltet die Siebenpfeiffer-Stiftung noch heute jedes Jahr abwechselnd in Homburg, dem beruflichen Wirkungsort Siebenpfeiffers, und Zweibrücken, dem Gründungsort des Vereins, ein ähnliches Festessen mit politischen Vorträgen.
Darüber hinaus verleiht die Siebenpfeiffer-Stiftung den Siebenpfeiffer-Preis. Es wird das Gedenken an Wirth durch die Akademie für Neue Medien in Kulmbach mit dem Johann-Georg-August-Wirth-Preis gewürdigt.